# NBA All-Star Game
NBA All-Star Game spelades första gången i Boston Garden den 2 mars 1951. Sedan dess möts varje säsong två sammansatta stjärnlag från Eastern Conference och Western Conference.